# كارليل سميث بيلز
كارليل سميث بيلز (بالإنجليزية: Carlyle Smith Beals)‏ (و. 1899 – 1979 م) هو عالم فلك، وعالم فيزياء فلكية كندي، وكان عضوًا في الجمعية الملكية، توفي في أوتا، عن عمر يناهز 80 عاماً.
.

## التعليم
تعلم في جامعة أكاديا.

## جوائز
حصل على جوائز منها:
- Petrie Prize Lecture [الإنجليزية]‏ (1971)
- Henry Marshall Tory Medal [الإنجليزية]‏ (1957)
- ضابط وسام كندا
- زميل في الجمعية الملكية.